# Yuki Matsubara
Yuki Matsubara (松原 優吉 Matsubara Yuki?, nacido el 5 de septiembre de 1988 en Wakayama) es un futbolista japonés que se desempeña como defensa.

## Trayectoria

### Clubes
| Club               | País  | Año         |
| ------------------ | ----- | ----------- |
| Kataller Toyama    | Japón | 2011 - 2012 |
| AC Nagano Parceiro | Japón | 2013 -      |

## Estadística de carrera

### J. League
| Club               | Año   | J. League | J. League | Copa J. League | Copa J. League | Total | Total |
| Club               | Año   | Part.     | Goles     | Part.          | Goles          | Part. | Goles |
| ------------------ | ----- | --------- | --------- | -------------- | -------------- | ----- | ----- |
| Kataller Toyama    | 2011  | 2         | 0         | -              | -              | 2     | 0     |
| Kataller Toyama    | 2012  | 6         | 0         | -              | -              | 6     | 0     |
| AC Nagano Parceiro | 2014  | 32        | 3         | -              | -              | 32    | 3     |
| AC Nagano Parceiro | 2015  | 32        | 1         | -              | -              | 32    | 1     |
| AC Nagano Parceiro | 2016  | 29        | 3         | -              | -              | 29    | 3     |
| AC Nagano Parceiro | 2017  | 16        | 0         | -              | -              | 16    | 0     |
| Total              | Total | 109       | 7         | 0              | 0              | 109   | 7     |